# Auf, schmetternde Töne der muntern Trompeten, BWV 207a
Auf, schmetternde Töne der muntern Trompeten, BWV 207a (Amunt, joioses trompetes de vibrants sons), és una cantata profana de Johann Sebastian Bach d'homenatge al príncep elector  Frederic August de Saxònia, estrenada a Leipzig el 3 d'agost 1735.

## Origen i context
Aquest Dramma per Musica és una paròdia de la BWV 207 composta amb motiu de l'onomàstica del Príncep elector de Saxònia i Rei de Polònia Frederic August, el 3 d'agost de 1735, fou interpretada a l'aire lliure, com a serenata. Bach aprofità tota la música de la BWV 207 i, només, són nous els recitatius dels números 2, 4 i 6. El text, d'autor desconegut, s'adaptà completament a la nova destinació; no dona cap indicació dels personatges, si bé deuen ser tipus ideals, l'objectiu de l'obra és, simplement, la glorificació del poder absolut del sobirà.
Bach escrigué moltes obres per al Príncep – un bon protector de les arts– amb l'esperança que el nomenés Compositor de la Cort, fet que aconseguí el 1736. L'any 1733 li dedicà una Missa, que posteriorment es convertiria en la Missa en si menor BWV 232, i, a més de la present, les cantates: BWV 193a, BWV 205a, BWV 206, BWV 208a, BWV 213, BWV 214 i BWV 215.

## Anàlisi
Obra escrita per a soprano, contralt, tenor, baix i cor; tres trompetes, timbals, dues flautes travesseres, dos oboès d'amor, corda i baix continu. Consta de deu números,
1. Cor: Auf, schmetternde Töne der muntern Trompeten (Amunt, joioses trompetes de vibrants sons)
2. Recitatiu (tenor): Die stille Pleiße spielt (El Pleisse juga cadenciós)
3. Ària (tenor): Augustus' Namenstages Schimmer (El lluminós dia del sant d'August)
4. Recitatiu (soprano i baix): Augustus' Wohl (La puixança d'August)
5. Ària (duet de soprano i baix): Mich kann die süße Ruhe laben (Aquí hi puc trobar el dolç repòs)
6. Recitatiu (contralt): Augustus schützt die frohen Felder (August els solacers camps defensa)
7. Ària (contralt): Preiset, späte Folgezeiten (Lloeu, llunyans temps venidors)
8. Recitatiu (tenor, baix, soprano i contralt): Ihr Fröhlichen, herbei! (Veniu, venturosa gent!)
9. Cor: August lebe (Visca August)
10. Marxa

La música és idèntica a la de la cantata BWV 207; pel que fa al text, dels moviments que provenen d'aquella – 1, 3, 5, 6, 7, 8 i 9 – només se n'ha modificat el text adaptant-lo a la nova destinació; els moviments nous – els recitatius del segon, quart i sisè números–tenen l'acompanyament exclusiu del continu. És probable que Bach afegís com a número final la marxa de la cantata BWV 215, interpretada per un bon nombre de músics, com a cercavila. Té una durada aproximada d'uns trenta minuts.

## Discografia seleccionada
- J.S. Bach: Secular Cantatas BWV 206, 207a & 207. Helmuth Rilling, Bach-Collegium Stuttgart, Gächinger Kantorei Stuttgart, Christine Schäfer, Ingeborg Danz, Stanford Olsen, Michael Volle. (Hänssler), 1999.
- J.S. Bach: Complete Cantatas Vol. 5. Ton Koopman, Amsterdam Baroque Orchestra & Choir, Sibylla Rubens, Anne Grimm, Eliabeth von Magnus, Christopher Prégardien, Klaus Mertens. (Challenge Classics), 2006.
- J.S. Bach: Secular Cantatas BWV 206 & 207a. Frieder Bernius, Concerto Köln, Kammerchor Stuttgart, Ruth Ziesak, Michael Chance, Christoph Prégardien, Peter Kooij. (Sony), 1990.